# Przyschetz
Przyschetz (polnisch Przysiecz, 1931–1945 Lichtenwalde) ist eine Ortschaft in Oberschlesien. Przyschetz liegt in der Gemeinde Proskau (Prószków) im Powiat Opolski (Kreis Oppeln) in der polnischen Woiwodschaft Oppeln.

## Geographie

### Geographische Lage
Das Straßendorf Przyschetz liegt zwei Kilometer südwestlich vom Gemeindesitz Proskau und 13 Kilometer südwestlich von der Kreisstadt und Woiwodschaftshauptstadt Opole (Oppeln). Przyschetz liegt in der Nizina Śląska (Schlesische Tiefebene) innerhalb der Równina Niemodlińska (Falkenberger Ebene). Durch den Ort fließt die Proskau, ein Nebenfluss der Oder, die sich am Ort zum Przyschetzer Teich (bzw. Przyschetz-Teich) anstaut und weiter östlich zum Schwell-Teich anstaut.
Nördlich des Dorfes verläuft die Autostrada A4. Durch den Ort verläuft die Woiwodschaftsstraße Droga wojewódzka 414.

### Ortsteile
Zu Przyschetz gehören die Weiler Leśniki (Leschnik), Kolonia Przysiecka (Bolko), und Gostolub (Gostolub).

### Nachbarorte
Nachbarorte von Przyschetz sind im Nordwesten Jaschkowitz (Jaśkowice), im Nordosten die Stadt Proskau (Prószków) und im Südwesten Ellguth Proskau (Ligota Prószkowska).

## Geschichte

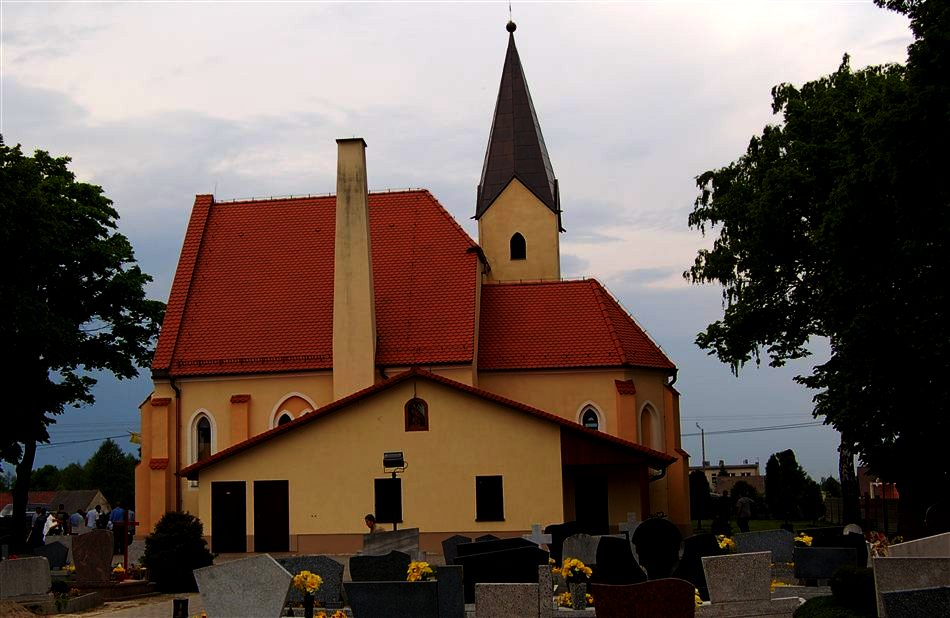
Mutter-Gottes-der-Schmerzen-Kirche

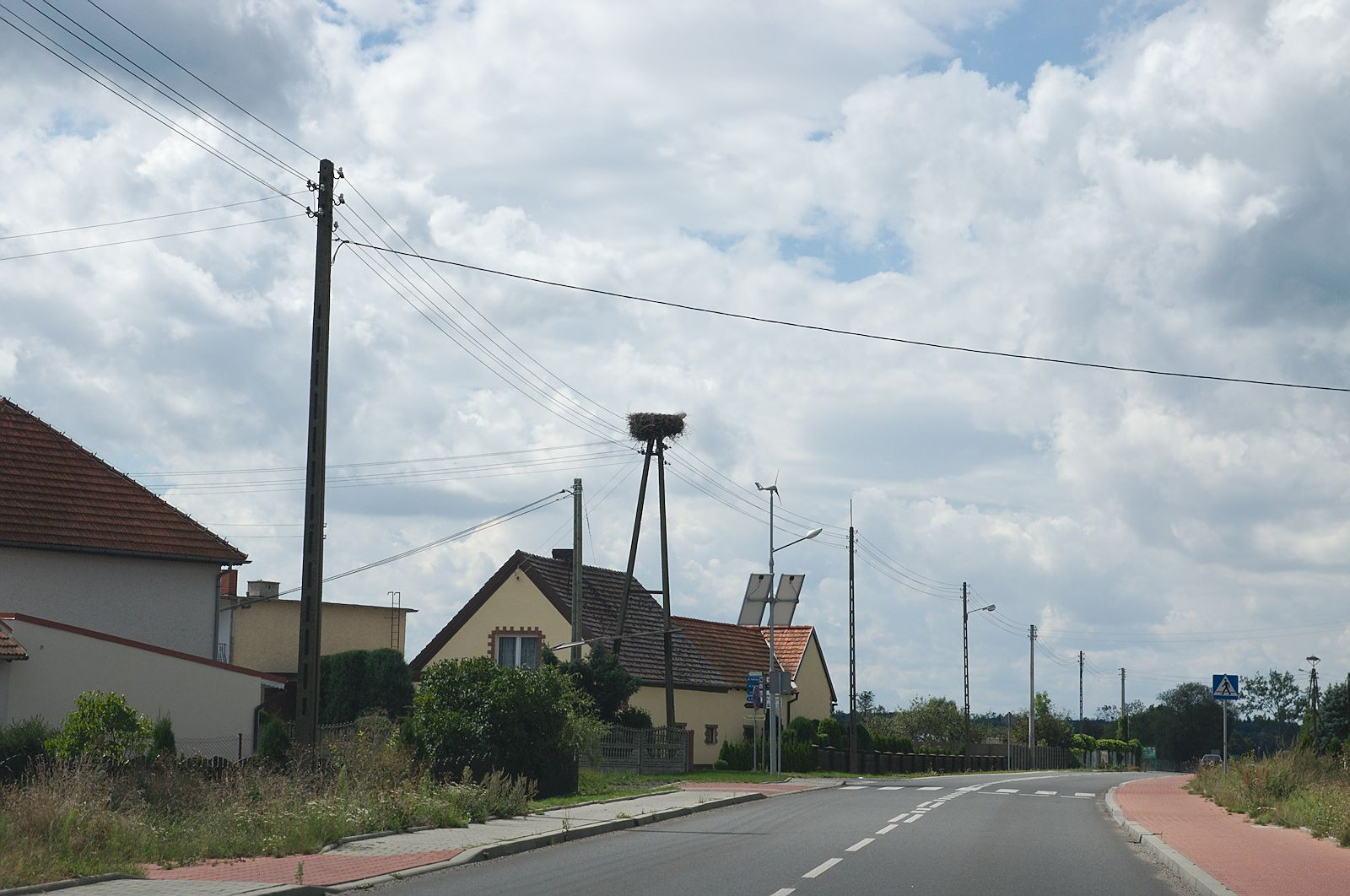
Ortsbild

Der Ort wurde 1295 im Liber fundationis episcopatus Vratislaviensis erstmals urkundlich als „Prissecz“ erwähnt. Eine weitere Erwähnung erfolgte 1334, als Beldo von Proskau dem Minoritenkloster in Oppeln ein Stück Feld bei Przyschetz schenkte. Der Name des Dorfes leitet sich vom slawischen Wort przysiec ab und bedeutet übersetzt Rodeplatz.
Nach dem Ersten Schlesischen Krieg 1742 fiel Przyschetz mit dem größten Teil Schlesiens an Preußen. 1784 hatte der Ort, der damals Pryschez geschrieben wurde und zu Proskau gehörte, 15 Bauern, einige Häusler, einen Teerofen, ein herrschaftliches Vorwerk und 123 Einwohner.
Nach der Neuorganisation der Provinz Schlesien gehörte die Landgemeinde Przyschetz ab 1816 zum Landkreis Oppeln im Regierungsbezirk Oppeln. 1818 zählte Przyschetz 15 Bauern, fünf Häusler, einen Teerofen und ein Vorwerk. 1865 hatte der Ort 19 Bauern, drei Gärtner, 17 Häusler und einen Angerhäusler. Ferner waren im Ort ein Kretschmer (Gastwirt), zwei Viktualienhändler, ein Wassermüller und ein Weber ansässig. Zu diesem Zeitpunkt waren die Einwohner nach Ellguth-Proskau eingepfarrt und eingeschult und zu Przyschetz gehörte die Kolonie Leschnik. 1874 wurde der Amtsbezirk Proskau gegründet, welcher kurz darauf in Amtsbezirk Jaschkowitz umbenannt wurde. Dieser umfasste die Landgemeinden Ellguth-Proskau, Jaschkowitz und Przychetz und die Gutsbezirke Jaschkowitz und Forst Proskau. 1885 zählte der Ort 556 Einwohner.
Bei der Volksabstimmung in Oberschlesien am 20. März 1921 stimmten 403 Wahlberechtigte für einen Verbleib bei Deutschland und 44 für die Zugehörigkeit zu Polen. Przyschetz verblieb beim Deutschen Reich. 1931 wurde der Ort in Lichtenwalde umbenannt. 1933 lebten im Ort 828 Einwohner. 1939 hatte der Ort 862 Einwohner. Bis 1945 befand sich der Ort im Landkreis Oppeln.
1945 kam der bisher deutsche Ort unter polnische Verwaltung und wurde in Przysiecz umbenannt und der Woiwodschaft Schlesien angeschlossen. 1950 kam der Ort zur Woiwodschaft Oppeln. 1999 kam der Ort zum wiedergegründeten Powiat Opolski. Am 11. Juli 2006 wurde in der Gemeinde Proskau, der Przyschetz angehört, Deutsch als zweite Amtssprache eingeführt. Obwohl die Gemeinde als deutschen Ortsnamen „Lichtenwalde“ beantragte, erhielt der Ort am 17. November 2011 zusätzlich den amtlichen deutschen Ortsnamen Przyschetz.

## Sehenswürdigkeiten und Denkmale
- Die römisch-katholische Mutter-Gottes-der-Schmerzen-Kirche (poln. Kościół Matki Bożej Bolesnej) wurde 1925 errichtet.
- Wegkapelle mit Glockenturm aus dem 18. Jahrhundert
- Gefallenendenkmal für die Gefallenen des Ersten und Zweiten Weltkriegs
- Freistehender Glockenturm
- Naturschutzgebiet Przyschetz

## Vereine
- Deutscher Freundschaftskreis
- Sportverein LZS Przysiecz